# Obesitat abdominal
L'obesitat abdominal, també coneguda com a obesitat central i obesitat troncular, és la condició humana d'una concentració excessiva de greix visceral al voltant de l'estómac i abdomen fins a tal punt que és probable que perjudiqui la salut del seu portador. L'obesitat abdominal ha estat fortament relacionada amb malalties cardiovasculars, malaltia d'Alzheimer i altres malalties metabòliques i vasculars.
El greix abdominal visceral i la circumferència de la cintura mostren una forta associació amb la diabetis tipus 2.
El greix visceral, també conegut com a greix d'òrgan o greix intraabdominal, es troba a l'interior de la cavitat peritoneal, empaquetada entre els òrgans interns i el tors, a diferència del greix subcutani, que es troba sota la pell, i del greix intramuscular, que es troba intercalat al múscul esquelètic. El greix visceral es compon de diversos dipòsits adiposos incloent mesenteri, teixit adipós blanc de l'epidídim i greix perirenal. L'excés de greix visceral, en què l'abdomen sobresurt excessivament, es coneix també com a "panxa cervesera". Aquest tipus de cos també es coneix com "en forma de poma", a diferència de "en forma de pera" en què el greix es diposita als malucs i les natges.
Els investigadors van començar a centrar-se en l'obesitat abdominal a la dècada de 1980 quan es van adonar que tenia una connexió important amb les malalties cardiovasculars, la diabetis i la dislipèmia. L'obesitat abdominal estava més relacionada amb la disfunció metabòlica; i aquesta disfunció estava més relacionada que l'obesitat general amb la malaltia cardiovascular. A finals dels anys vuitanta i principis dels noranta es van començar a utilitzar tècniques com la tomografia computada i la ressonància magnètica que van permetre classificar i quantificar el teixit adipós localitzat a nivell abdominal com a greix intraabdominal, diferent del greix subcutani.